# Víktor Berezhnói
Víktor Víktorovich Berezhnói, en ruso Виктор Викторович Бережно́й (nacido el 20 de febrero de 1961 en Kiev, Ucrania) es un  exjugador de baloncesto ucraniano. Con 2,03 m de estatura, su posición natural en la cancha era el de ala-pívot. Consiguió dos medallas en competiciones internacionales con la Unión Soviética.

## Trayectoria
- SKA Kiev (1984-1986)
- CSKA Moscú (1986-1987)
- SKA Alma Ata (1987)
- CSKA Moscú (1987-1991)
- Kolejliler (1991-1993)
- PTT (1993-1995)
- Kolejliler (1995-1998)
- Türk Telekom (1998-1999)